# یونهاس رومرو
یونهاس رومرو (انگلیسی: Jonás Romero؛ زادهٔ ۲۱ اوت ۲۰۰۰) بازیکن فوتبال اهل آرژانتین است.